# Rue de Prony
La rue de Prony est une voie du 17e arrondissement de Paris allant de la place Pereire au parc Monceau.

## Situation et accès
Longue de 825 mètres, elle commence au 6, place de la République-Dominicaine et finit au 103, avenue de Villiers. Elle croise successivement les rues de Chazelles, Henri-Rochefort, Médéric, Fortuny, Cardinet, Meissonier, Jouffroy-d'Abbans, l’avenue de Wagram et enfin les rues Gounod et Pierre-Demours.
Elle est desservie, côté avenue de Villiers, par la ligne 3 à la station Pereire et, côté place de la République-Dominicaine, par la ligne 2 à la station Monceau. La gare de Pereire - Levallois de la ligne C du RER se situe également à proximité.
Comme beaucoup d'autres artères du quartier de la Plaine-de-Monceaux, la rue de Prony comporte un grand nombre d'hôtels particuliers notamment entre la place de la République-Dominicaine et la rue Fortuny.

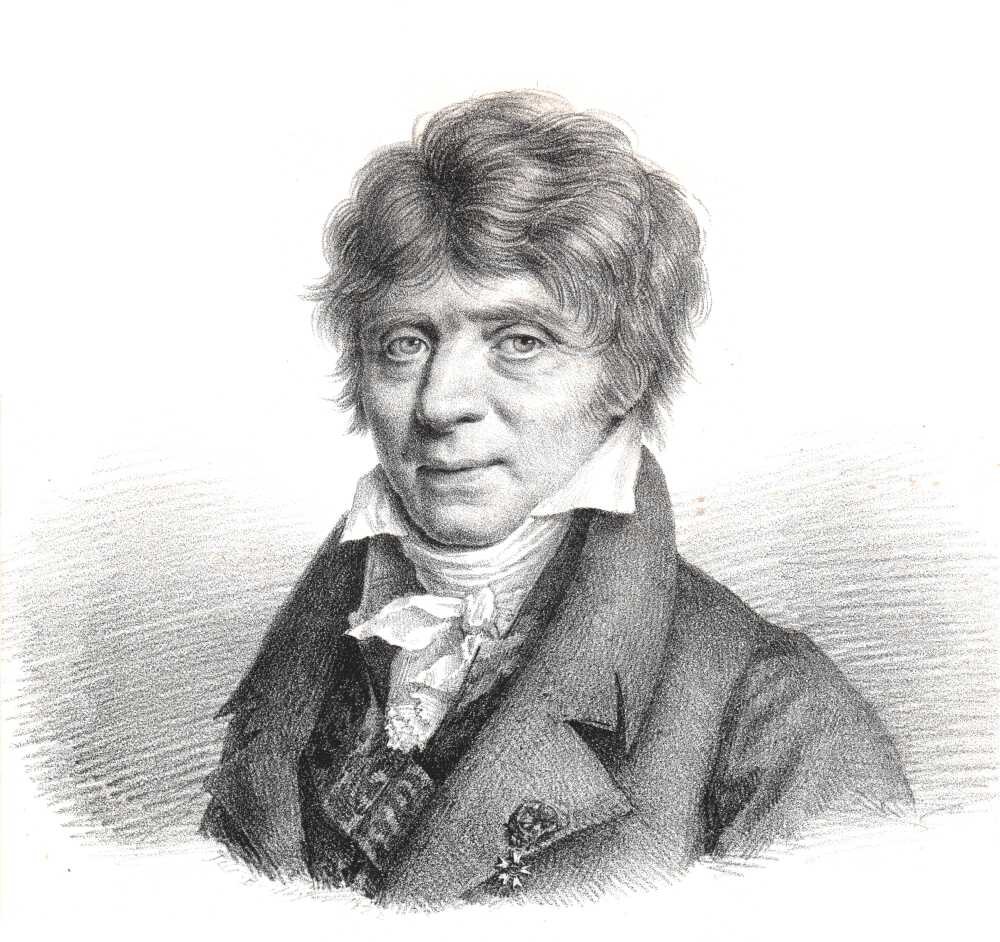
Gaspard de Prony.

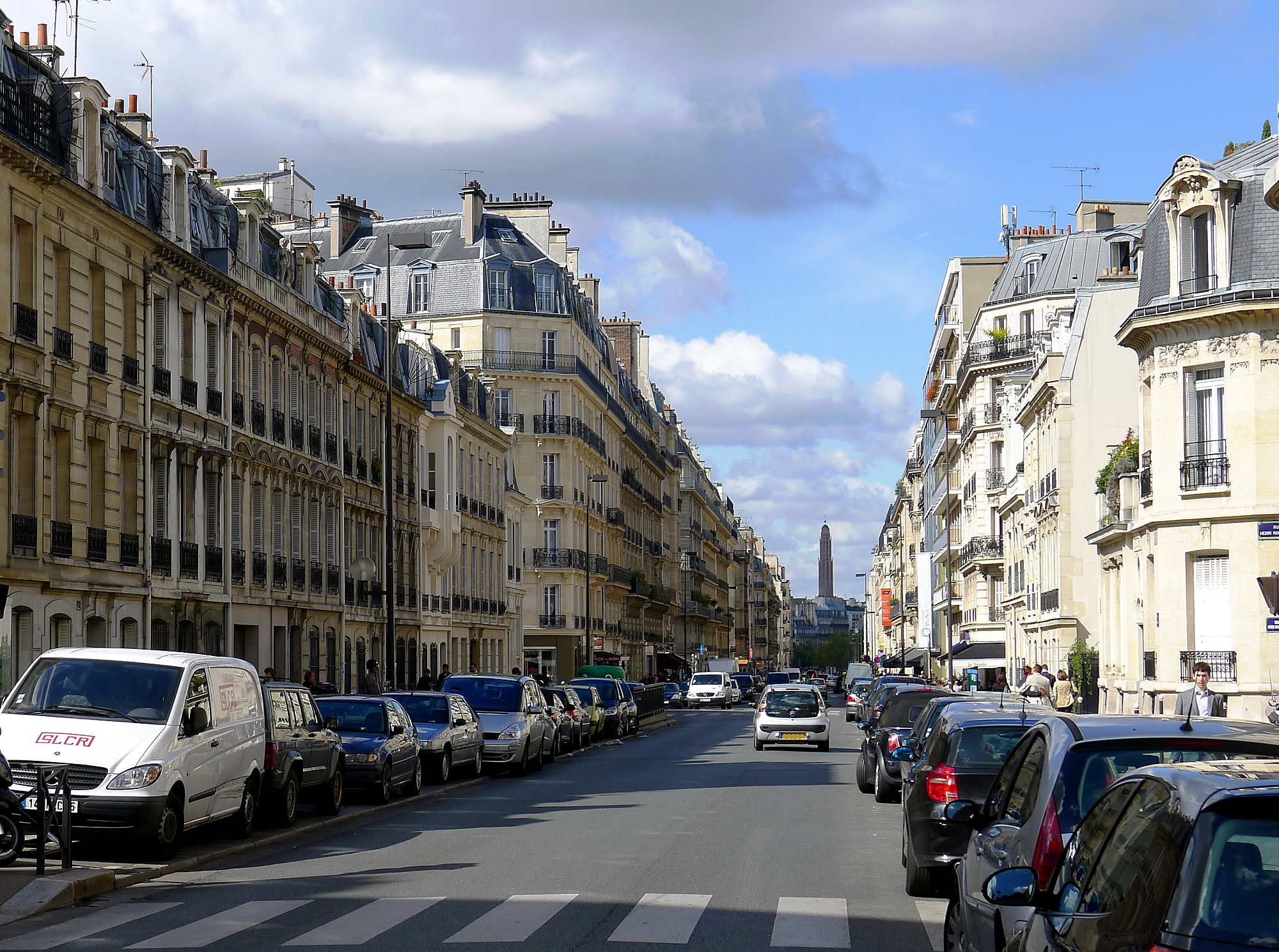
Rue de Prony vue en direction de l'avenue de Villiers.

La proximité immédiate du parc Monceau et le nombre relativement réduit d'appartements, compte tenu du nombre d'hôtels particuliers et d'appartements à usage professionnel (avocats…) en font une des rues les plus chères du 17e arrondissement de Paris.

## Origine du nom
Elle porte le nom de Gaspard-Clair-François-Marie Rieche, baron de Prony (1755-1839), ingénieur, hydraulicien et encyclopédiste français.

## Historique
La création de cette voie est décidée par décret du 30 novembre 1862. Elle est baptisée « rue de Prony » par décret du 2 mars 1864 et est achevée en 1866.

## Bâtiments remarquables et lieux de mémoire
- Le 7 décembre 1984, un avocat de 50 ans, la première victime du trio Hattab-Sarraud-Subra dans l’affaire dite de l’Appât, est assassiné dans son appartement de la rue à coups de couteau[1].
- En exil depuis 1997, d’abord à Londres, l’ancien président de la République du Congo Pascal Lissouba emménage ensuite dans un hôtel particulier de la rue[2].
- No 6 : hôtel particulier de style néo-Louis XIII[3] construit par l’architecte Eugène Flamand en 1875[4].
- No 8 : hôtel particulier construit en 1878-1879 par l’architecte Auguste Tronquois[4].

Mission permanente de la Russie auprès de l'UNESCO.
- No 9 : Maurice Rondet-Saint y a vécu.
- Nos 11 et 11 bis : hôtel particulier Pinto d’Aguiar construit en 1879 par l’architecte Jules Rivière[4]. Le sculpteur Cyprien Godebski y vécut, comme en témoignent toujours ses initiales sur le fronton. La marque de luxe abordable The Kooples y installe en 2015 son siège social.
- No 12 : hôtel particulier Königswater construit en 1880 par l’architecte Jean-Louis Pascal [4].
- No 14 : hôtel particulier construit en 1883 par l’architecte Alfred Pigny[4].
- No 19 : hôtel particulier construit en 1879 par l’architecte Léopold Cochet[4].
- No 30 : 
  - hôtel particulier construit en 1876 par l’architecte Eugène Flamand pour l’actrice et courtisane Léonide Leblanc[4].
  - Jacques Rouché (1862-1957), directeur de théâtres et mécène, y vécut.
- No 32 : hôtel particulier construit en 1876 par l’architecte Eugène Flamand[4].
- No 36 : l’actrice américaine Rita Hayworth (1918-1987), surnommée « la déesse de l’amour », a vécu à cette adresse à l’époque de son mariage avec le prince Ali Khan (1949), qui est alors le propriétaire de cet hôtel particulier. Quelques années plus tard, le couple ayant divorcé, le prince vendra l’hôtel de la rue de Prony pour en acheter un autre boulevard Maurice-Barrès, à Neuilly-sur-Seine[5].
- No 60 : chancellerie de la légation du Chili dans les années 1900[6].
- No 73 : Maurice Féaudierre, dit Serge (1901-1992), écrivain et dessinateur français, spécialiste et historien du cirque, y habita[7].
- No 77 : en 1905, domicile d'Ernest Archdeacon (1863-1950), avocat français d'origine irlandaise, cofondateur de l'Aéro-Club de France[8].
- No 95 : l’homme d’affaires et homme politique Jacques Foccart (1913-1997) y possède un appartement dans les années 1970[9].

Plaques commémoratives
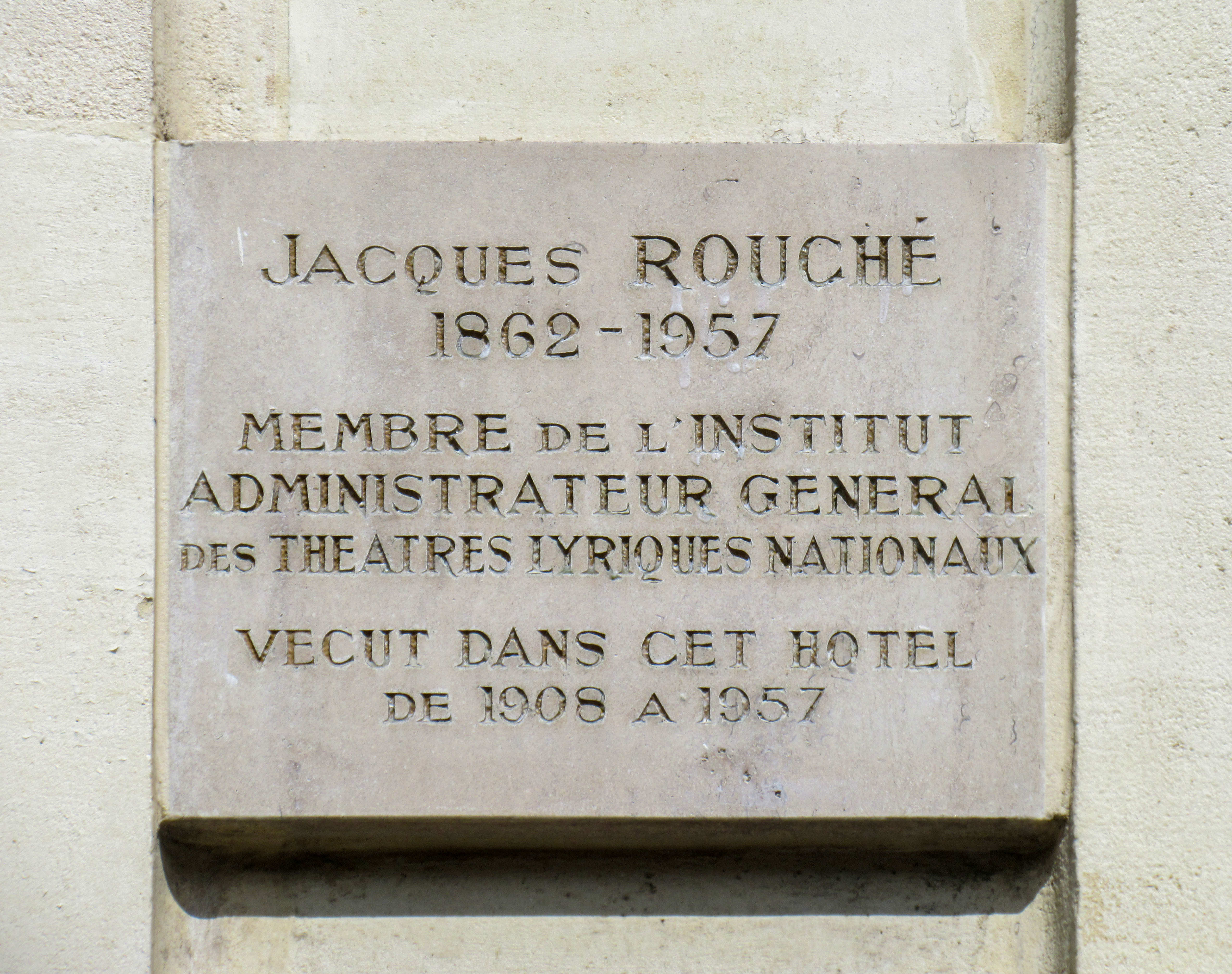
Plaque commémorative de Jacques Rouché au no 30 rue de Prony.
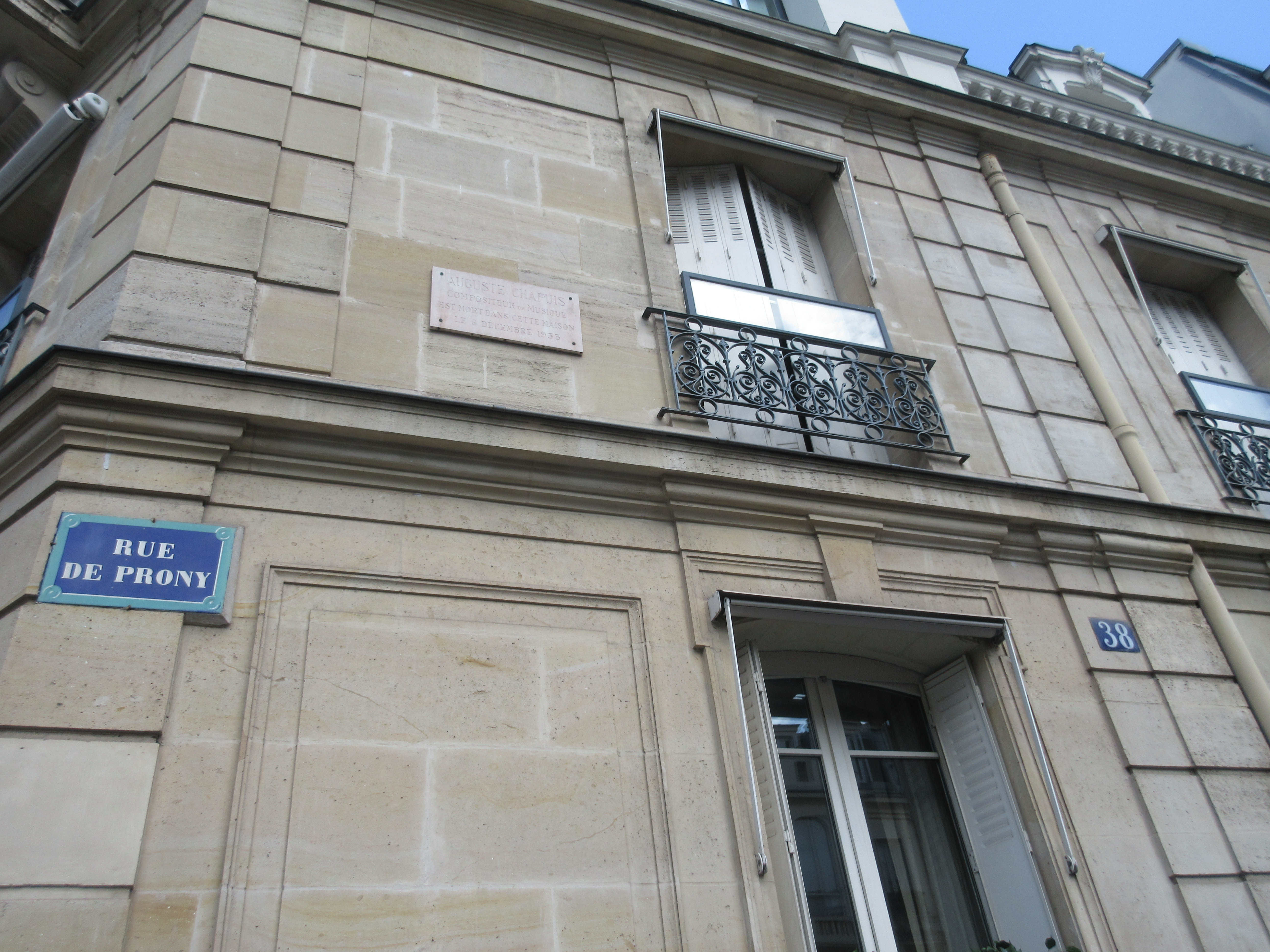
Plaque commémorative d'Auguste Chapuis au no 38 rue de Prony.
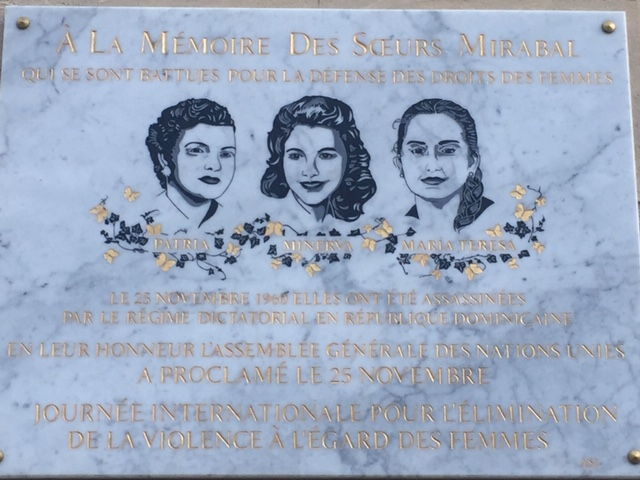
Plaque commémorative des sœurs Mirabal au no 2 rue de Prony.

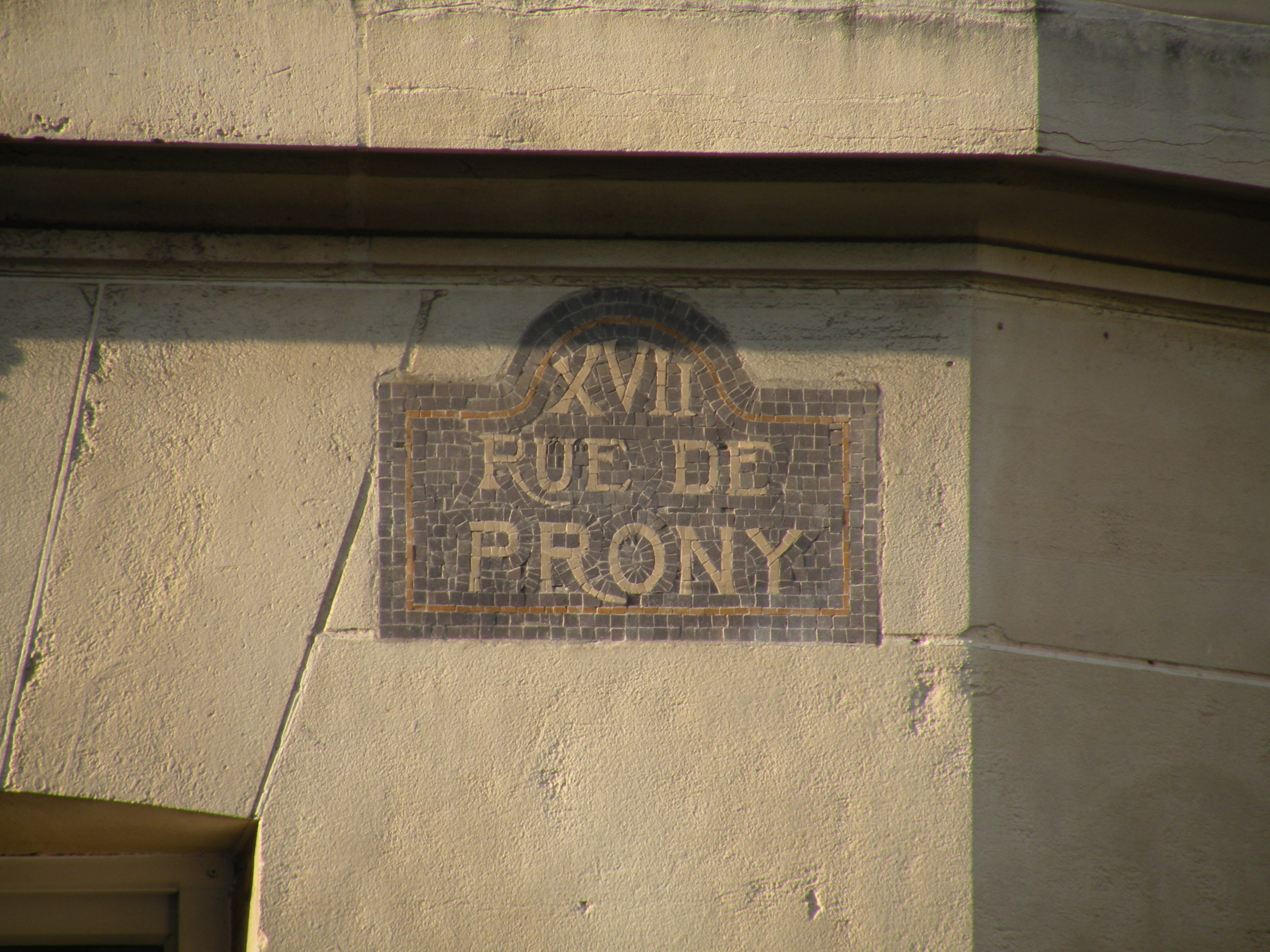
Plaque de rue (non réglementaire) de la rue de Prony, à l’angle de la rue Henri-Rochefort.
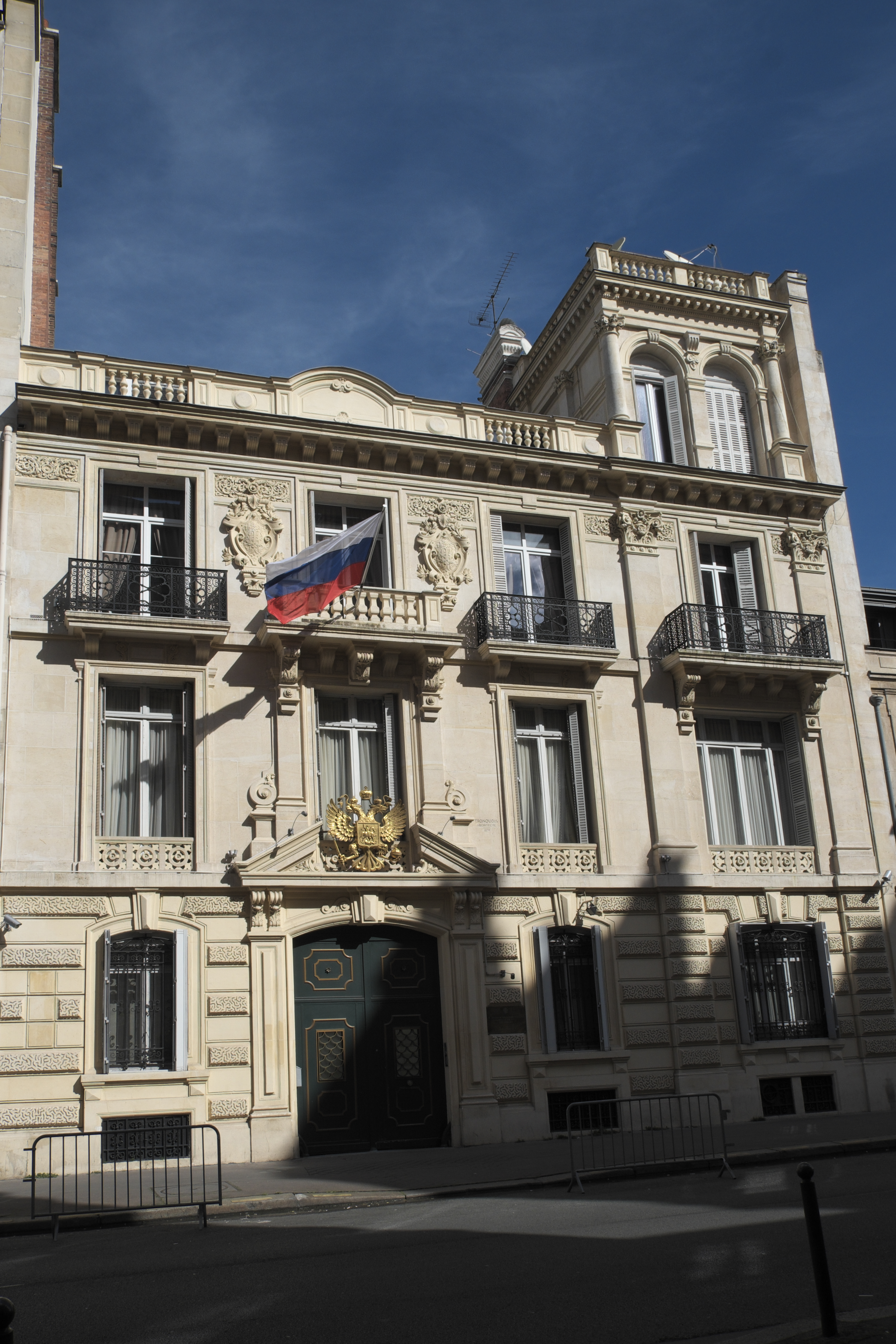
No 8 : délégation permanente de la fédération de Russie auprès de l'UNESCO.
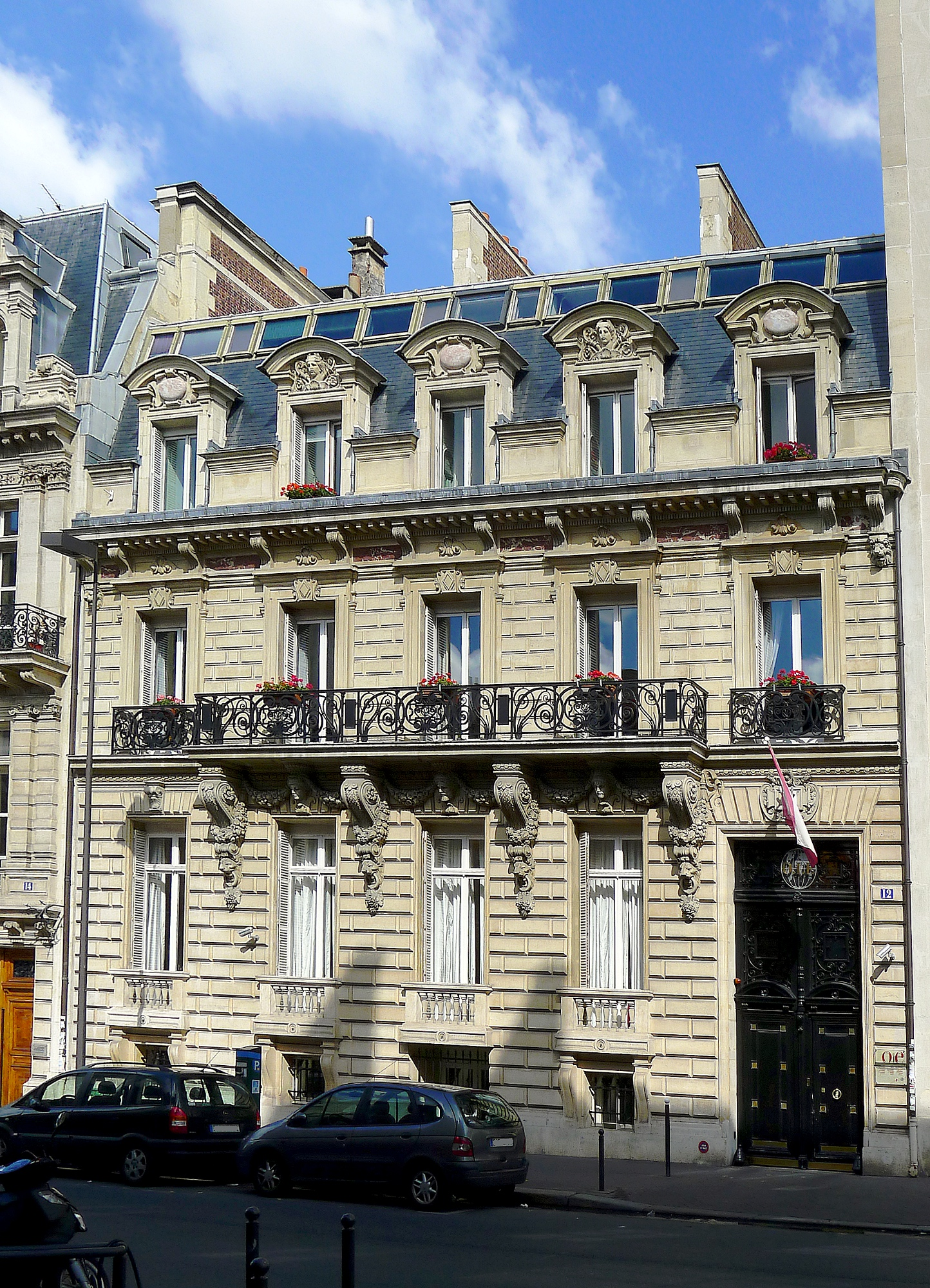
No 12 : Office international des épizooties.
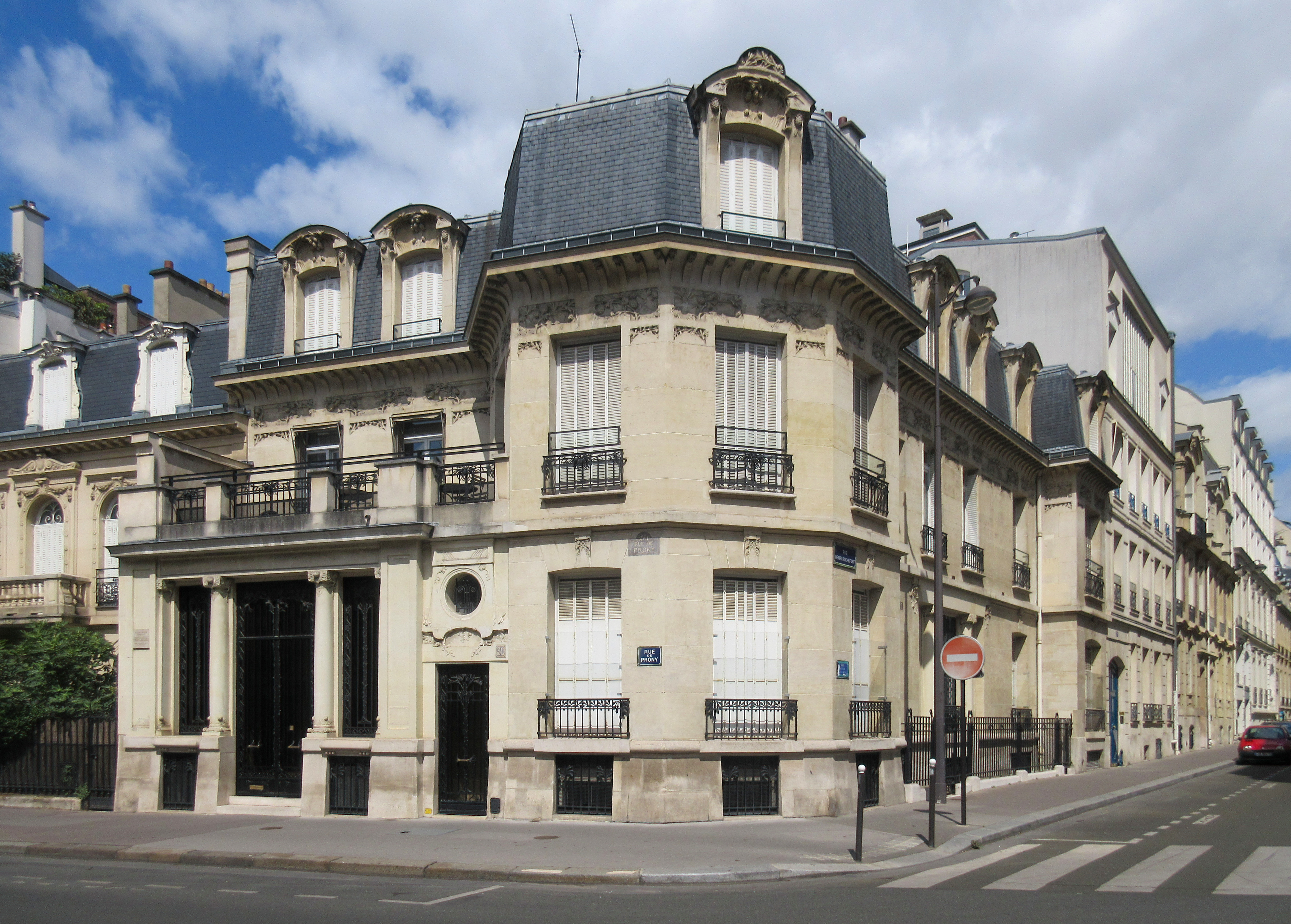
No 30 : hôtel particulier construit en 1876 par l’architecte Eugène Flamand.
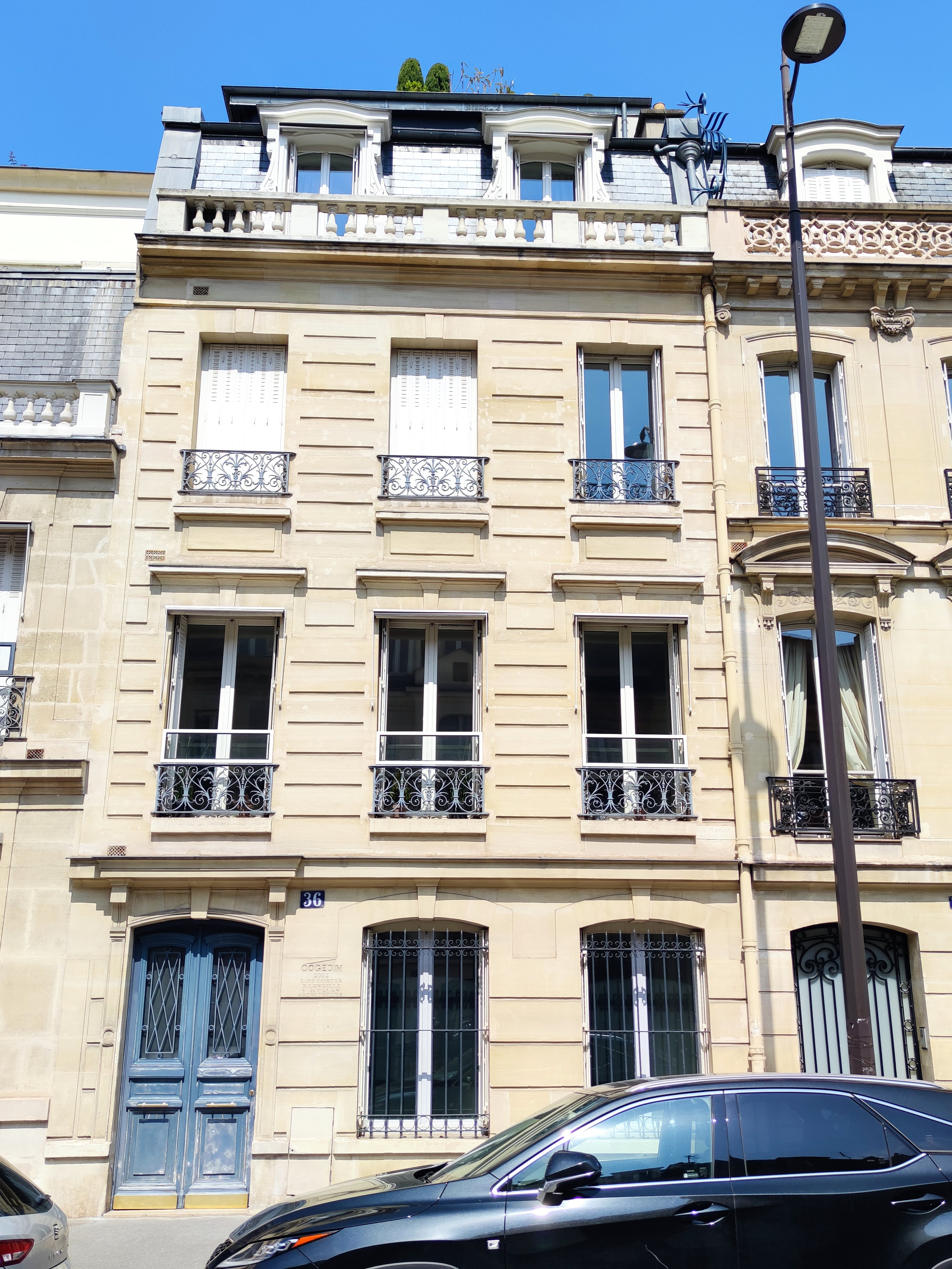
No 36.
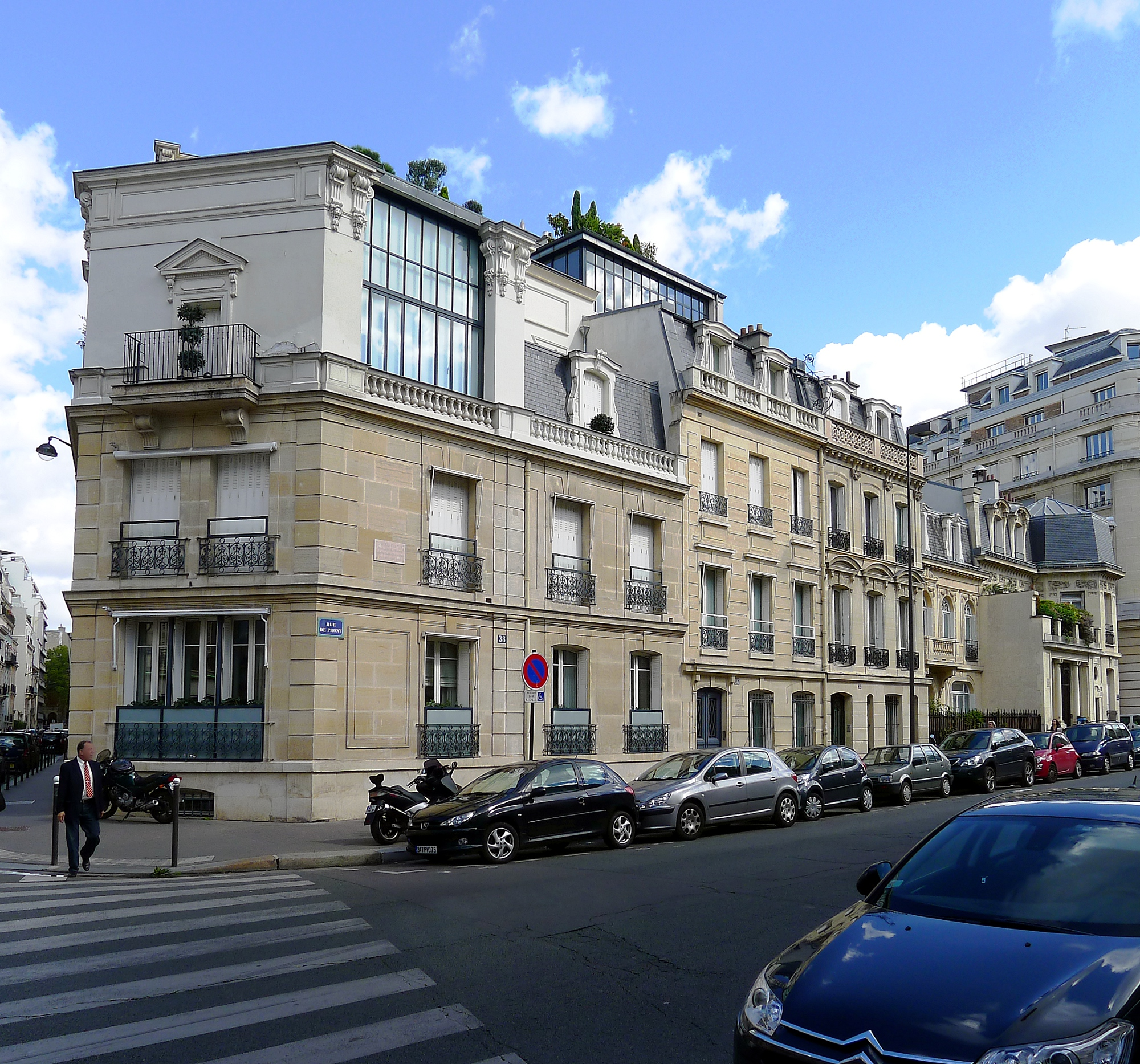
No 38 : ancienne maison d'Edmond Rostand.

## Dans la fiction

### Au cinéma
- Les Trois Frères, 1995[10].

### Dans la littérature
- L'hôtel particulier de la famille Péricourt, dans le roman de Pierre Lemaitre Au revoir là-haut, se situe à l’angle de la rue de Prony et du boulevard de Courcelles[11].
- Dans le roman policier de Georges Simenon Un échec de Maigret l'hôtel particulier de la victime est situé, fictivement, à l'angle du boulevard de Courcelles[12] et de la rue de Prony.